# Менапи, Комминз
Комминз Менапи (англ. Commins Menapi; 18 сентября 1977, Соломоновы Острова — 18 ноября 2017, Хониара) — футболист из Соломоновых Островов, нападающий. Победитель Лиги чемпионов ОФК в 2007 и 2008 годов.

## Карьера
В 1998 году футболист начал играть за «Марист Файр». В 2000 году футболист стал лучшим бомбардиром чемпионата Новой Зеландии с 15 голами. В 2000 году нападающий перешёл в «Сидней Юнайтед», за который он отыграл три сезона в Национальной футбольной лиге. В 2003 году футболист вернулся в чемпионат Соломоновых Островов, где он играл до 2006 году. В 2006 году Комминз перешёл в «Янгхарт Манавату», в составе которого футболист провёл один сезон. В 2007 году нападающий перешёл в «Уаитакере Юнайтед», в составе которого футболист побеждал в чемпионате Новой Зеландии и Лиге чемпионов ОФК. В 2008 году футболист перешёл в «Марист Файр» и выиграл чемпионат Соломоновых Островов. В сезоне 2009/10 нападающий забил два гола в Лиге чемпионов ОФК, но его клуб занял последнее место в группе. В 2013 году нападающий завершил карьеру игрока.

## Карьера в сборной
21 июня 2000 года нападающий сыграл первый матч за сборную на кубке наций ОФК против Островов Кука. Матч закончился счётом 5:1, Менапи забил второй гол. На этом турнире нападающий забил гол в матче за 3 место и помог сборной победить Вануату со счётом 2:1. В 2001 году Комминз сыграл 4 матча и забил 5 мячей в отборочном турнире чемпионата мира 2002 года. В кубке наций 2002 года нападающий сыграл 3 мачта и забил гол в матче против Таити. На футбольном турнире Южно-Тихоокеанских игр 2003 года нападающий забил 10 голов, из них 7 в матчах против сборных, не состоящих в ФИФА. В кубке наций 2004 года Менапи забил 4 гола (Таити — 2, Австралии — 2) в 7 матчах, а сборная Соломоновых Островов добилась лучшего результата в своей истории, заняв 2-е место на турнире. В 2007 году футболист сыграл 6 матчей и забил 7 голов на футбольном турнире Южно-Тихоокеанских игр, на котором сборная Соломоновых Островов заняла 4-е место. С учётом матчей против Тувалу и Кирибати в 2003 году Комминз Менапи сыграл 36 матчей и забил 34 мяча, что позволяет ему быть лучшим бомбардиром сборной Соломоновых Островов на 2019 год.

## Достижения
- Чемпион Новой Зеландии: 2008
- Чемпион Соломоновых Островов: 2009
- Победитель Лиги чемпионов ОФК (2): 2007, 2008